# Francesc Ruestes
Francesc Ruestes (Barcelona, 1959) es un artista multidisciplinar catalán que vive y trabaja entre Barcelona y París. Su carrera comenzó a mediados de los 70 cuando conoció a Salvador Dalí y mantuvo una estrecha amistad con él. Su obra se ha ido transformando a lo largo del tiempo, desde sus inicios en el Surrealismo y la Figuración para después incursionar en el mundo de la escultura, fruto del aprendizaje junto al escultor Josep Granyer. Actualmente su obra se encuentra a medio camino entre la pintura, la escultura y la instalación, entre la Abstracción y el Minimalismo. Ruestes es uno de los principales representantes españoles de la Wall sculpture.

## Biografía

### Inicios
En 1975, con portafolio bajo el brazo Francesc Ruestes hizo autostop desde Barcelona hasta Portlligat, Cadaqués, decidido a conocer a Salvador Dalí y mostrarle su trabajo, aunque no fue fácil, dicha aventura tuvo como resultado que este le recibiera al día siguiente con la condición de que se presentara con un ramo de rosas. Al no encontrar ramo alguno, se presentó con una postal de rosas blancas con la palabra impresa “Felicidades” que se encontró en un colmado y le hizo tanta gracia a Dalí que le invitó a pasar a su casa. Desde entonces le visitó regularmente a lo largo de 5 años, durante este periodo el genio surrealista le habló, le criticó sus trabajos, le explicó sus luchas e ideas.
Fue en 1979 la última vez que vio a Dalí, cuando le visitó en Portlligat para anunciarle que se tenía que ausentar durante un año para hacer el servicio militar, ya que durante aquella época era algo obligatorio. Dalí asintió con agrado y le prometió que cuando volviera un año después le presentaría a alguien “muy importante” que le abriría las puertas al mundo del arte pues consideraba que ya estaba preparado para iniciar profesionalmente su carrera artística. Desafortunadamente dicha presentación nunca ocurrió, a su vuelta del servicio militar la salud de Dalí se había deteriorado seriamente y su vida pública se volvió prácticamente nula, los fantasmas de la muerte le atraparon y su círculo de cuidadores hicieron imposible que le recibiera, además tras la muerte de Gala en 1982 perdió todo interés por el mundo exterior y nunca más se volvieron a ver.
De esta primera etapa de su trayectoria se pueden apreciar sus cuadros de influencia claramente surrealista y daliniana, obras como Don Tiempo (1975), Personatge vestit de cirera amb el cap rapat i vaca menjant-se els seus cabells (1979), Anyell místic (1979) i Coronació de les cireres amargues (1979).

### Formación
En 1976, un año antes de finalizar sus estudios de bachillerato, Francesc Ruestes conoció al escultor novecentista Josep Granyer gracias a su hijo Francesc quien era su profesor y al saber que quería matricularse en la Facultad de Bellas Artes le presentó a su padre. Desde entonces acudió regularmente a su taller ubicado en la calle Verdi del barrio de Gràcia en Barcelona, convirtiéndose en su discípulo hasta 1983, año en que falleció Granyer. Un año más tarde, comenzó sus estudios en la Facultad de Bellas Artes de la Universidad de Barcelona y los combinaba con sus visitas al taller de Granyer así como a las del estudio de Narcís Galià, catedrático de Pintura de dicha facultad, de quien fue asistente entre 1978 y 1979.
En 1986 es becado por el Ministerio de Cultura y la Comunidad Flamenca Belga para estudiar durante un año en la Real Academia de Bellas Artes de Amberes, Bélgica, esta experiencia significó un cambio muy importante en su lenguaje pues abandonó la técnica de pintura al óleo para adentrarse en la experimentación de materiales y pasó progresivamente de la figuración hacia la abstracción.
Durante sus años de formación académica también supo aprovechar la efervescencia cultural del momento en Barcelona y se rodeó de artistas e intelectuales de gran talla como fueron los pintores Joan Ponç y Modest Cuixart, el poeta Joan Brossa y el filósofo y crítico de arte Arnau Puig, todos ellos miembros fundadores del grupo Dau al set; el arquitecto Carles Buïgas; el actor y director escénico británico Lindsay Kemp; el pintor y escenógrafo catalán Josep Mestres Cabanes; y Francesc Vicens, escritor y director fundador de la Fundación Joan Miró.

### Exposiciones
La primera exposición de Francesc Ruestes tuvo lugar en la Sala de exposiciones de la Caixa de Pensions de Barcelona en 1984, cuando el artista catalán Joan Ponç le invitó a participar en una colectiva que llevó por nombre “13 artistes amb Joan Ponç” compartiendo crédito con otros jóvenes artistas como eran Eduardo Arranz-Bravo, Antonio Beneyto, Rafael Bartolozzi, entre otros. Pero fue en 1986 cuando tuvo su primera exposición individual en la Galería S.I. de Céret, Francia, lugar que le sugirió Joan Ponç para iniciar su carrera en solitario por su larga tradición artística y a la que le siguió otra exposición en el Centro Cultural La Valireta, en Encamp, Andorra. En 1991, tuvo su primera individual en la capital catalana, fue en la Galería Alejandro Sales y la cual tuvo mucho eco entre la prensa y los críticos de arte, entre ellos el historiador Francesc Miralles quien lo definió como un artista atípico en una época en la que cualquiera se auto-declaraba original. Le siguieron exposiciones en el Espace des Arts de Colomiers, Francia; y en el Centre d´Art Contemporani Santa Mònica de Barcelona. Desde entonces ha expuesto en distintos espacios de España y Francia como son la Galería Senda, de Barcelona; el Centre d´Arts Plastiques de Saint-Fons, Francia; la Fundación Caixa Laietana, en Mataró; la Galería Malborough, en Madrid; entre muchas otras.
En el 2002 fue el artista invitado por la Fundación Vila Casas de Barcelona para inaugurar su espacio llamado Espai VolArt, en el cual presentó su obra bajo el título de “El secret dels sentits”.

### Estilo
La obra de Francesc Ruestes ha ido cambiando con el tiempo, no sólo de estilo, sino de técnica y disciplina; desde sus inicios surrealistas al lado de Salvador Dalí y en los que se dedicó exclusivamente a pintar para progresivamente pasar a la escultura tras sus años de formación al lado de Josep Granyer. También de su experiencia al lado de Joan Brossa fue que se familiarizó con el collage para incluirlo en su obra. De la figuración pasó a la abstracción para después llegar a una etapa claramente minimalista mientras que en su obra más reciente se aboca totalmente a la experimentación con el color.
La crítica de arte Conxita Oliver definió la obra de Ruestes como “un híbrido a medio camino entre pintura, escultura, dibujo e instalación en unos objetos que lo son todo a la vez. Los límites desaparecen y los materiales están sometidos a una transformación radical, incluso con cambios de función”.

#### Wall sculpture
La escultura o instalaciones de pared (Wall sculpture en inglés) es una disciplina que desde los años 60 ha estado presente en el arte contemporáneo, uno de sus principales objetivos es el de borrar la línea que existe entre disciplinas, especialmente entre la pintura y la escultura, utilizando para ello materiales que pueden llegar a ser poco convencionales. Algunos de sus representantes más notables a nivel internacional son la artista alemana Eva Hesse, el artista estadunidense Robert Rauschenberg, el suizo Daniel Spoerri y la estadunidense Sheila Hicks. En España, Francesc Ruestes es uno de los artistas más representativos de la Wall sculpture, su obra traspasa la frontera entre disciplinas y materiales a veces no se sabe si se está ante una escultura, una pintura, una instalación o todo a la vez.

### Colecciones
La obra de Francesc Ruestes está presente en instituciones públicas y fundaciones privadas como son el Museu d´Art Contemporani de Barcelona (MACBA); la Fundación Vila Casas, en Barcelona; la Colección Pictet en Ginebra, Suiza; la Colección Testimonio de La Caixa; el Museu del FC Barcelona (Barça); la Fundación Iluro, en Mataró, España; el Ayuntamiento de Colomiers, en Toulousse, Francia; entre otras.

### Obra pública
Francesc Ruestes ha hecho también varios proyectos en los que su obra se relaciona con el espacio público, ejemplo de ello, el que realizó en 2001 titulado Fases de Lluna en la plaza Pere Rigau de Torroella de Montgrí, Gerona, en el que preservó un árbol platanero que se pretendía eliminar del lugar para su remodelación, creando un proyecto en el que tanto su obra como el resto de la plaza tuviese como eje principal el platanero en cuestión, revindicando con ello la importancia de la naturaleza en nuestras ciudades.
En 2003 realizó la pieza Macrocosmos para el Gonjiam Ceramic Park localizado en Gwangju, provincia de Gyeonggi-do, Corea del Sur, trabajo que se inspira en la presencia de la proporción áurea en la naturaleza.
En 2011 es invitado por la Fundación Vila Casas para colaborar en el Jardín de Esculturas del nuevo espacio que se inauguraba, el Museo Can Mario, en Palafrugell, Gerona; para la ocasión creó la obraTantra que como su nombre indica se inspiró en la filosofía tántrica de la India que entre su simbología se encuentra representada la separación de la unidad primigenia y la interacción entre los polos opuestos.

### Colaboraciones
- 1987: Portada e ilustraciones para el libro Sis temps de Edicions Pleniluni.

- 1988: Portada e ilustraciones de la primera edición en catalán del libro Neuromancer del escritor estadunidense William Gibson para Edicions Pleniluni, traducida por Joan Fontcuberta i Gel y prólogo de Louis Lemkow.

- 2003: Ilustración para el libro Grans plats, grans cuiners, grans artistes, grans escriptors de la editorial barcelonesa Edicions 62.

- 2004: Portada de los libros Literatura i música a l´Edat Mitjana y La cançó èpica, ambos del filólogo y músico catalán Antoni Rossell para la Editorial Dinsic.

- 2007: Portada del libro Els trobadors catalans de Antoni Rossell para la Editorial Dinsic.

- 2018: Portada del álbum Les testaments de mon sommeil, del escritor español Diego Gary,[8] hijo del escritor francés Romain Gary y la actriz estadunidense Jean Seberg, y Petter Stakee para el sello Doublemono Records.

- 2019: Póster de la película El pilar de la directora catalana Esther Cases.[9]

## Distinciones
- Primer Premio de Pintura Joven de la Sala Parés con la obra “Lligat a la fidelitat” (1981)
- Primer Premio de Escultura de la III Bienal de Arte del Centenario del FC Barcelona con la obra titulada “100 anys” (1999)
- Ganador de la I Edición del Premio Nacional de Pintura de la Fundación Vila Casas en Barcelona, con la obra “El codi secret de la creació” (2001)
- Primer Premio de Escultura del II Salón Internacional del Automóvil de Barcelona (2001)
- Primer Premio de Pintura Juan Ramón Masoliver de Moncada y Reixach, Barcelona, con la obra “Perspectiva d´un paisatge” (2002)
- Primer lugar de Pintura de la VIII Edición del Premio BBVA Ricard Camí con la obra “Rayo solar” (2003)[10]